# Рец-Шанкло
Рец-Шанкло (фр. Chanclos de Rets) — дворянский род, иностранные графы.
Фамилия де Рец графов Шанкло происходит из Шотландского королевства. Шотландский дворянин Рец, последовал (1266) за Умбертом Дофином Виеннуарским в Дофине. Впоследствии приобрели поместье Шанкло, и получили от королей французских графское достоинство с именем графов де-Шанкло.
Потомки сего рода де Рец Графы Шанкло служили во Франции в знатных чинах. Во время 1-й французской революции эмигрант Август Вильгельм Оноре де Рец граф де Шанкло, переселясь в Россию, принят в вечное подданство и на оное приведён к присяге. Герб рода графа Шанкло был утверждён Императором Павлом I (18.02.1799).
Этот род нельзя смешивать с двумя другими фамилиями де-Рецъ:
1. Лаваль, бароны де-Рецъ.
2. де-Гонди, графы, потом герцоги де-Рецъ[1].

## Описание герба
В щите, имеющем голубое поле, изображено золотое стропило, по сторонам его две пятиугольные золотые звезды и под стропилом серебряный меч, остриём к подошве щита обращённый.
На щите, покрытом графскою короною поставлен шлем, увенчанный таковою же короною. Намёт на щите голубой, подложенный серебром. Щитодержатели: два льва.
Герб рода де Рец-Шанкло (Шанкло-де-Рец), графов иностранного государства внесён в Часть 6 Общего гербовника дворянских родов Всероссийской империи, стр. 135.